# Ministère de la Défense (Inde)
Pour les articles homonymes, voir Ministère de la Défense.

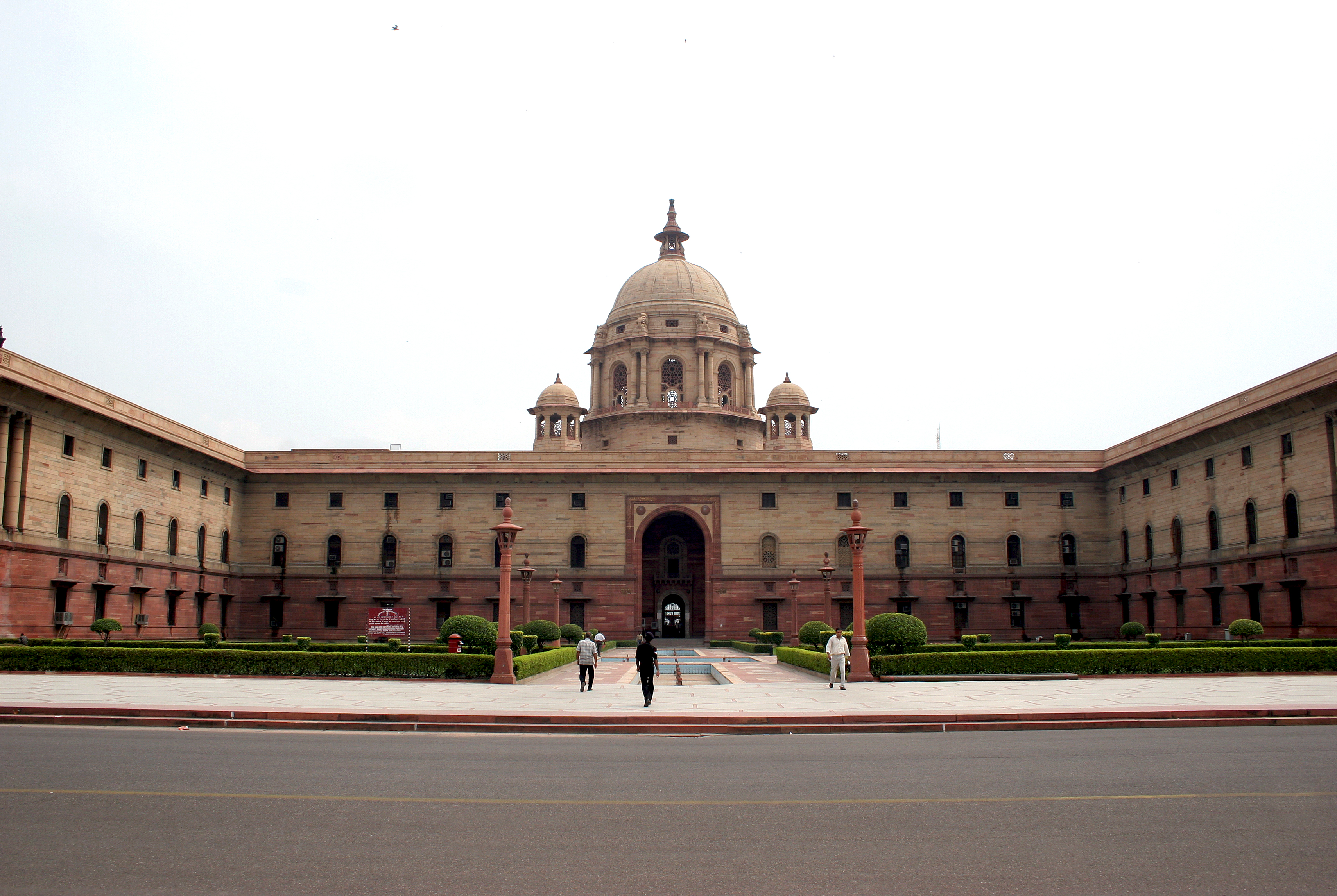
Le siège du ministère de la défense indien.

Le ministère de la Défense indien (hindi : रक्षा मंत्रालय, Raksha Mantralay) est le département ministériel du gouvernement indien chargé de l'organisation et de la préparation de la défense militaire, ainsi que de la gestion des forces armées. 
Depuis le 31 mai 2019, le titulaire du poste de ministre de la Défense est Rajnath Singh.